# Mayra Verónica
Mayra Verónica (Mayra Verónica Aruca Rodríguez) (Havanna, Kuba, 1977. augusztus 20. –) kubai-amerikai modell, énekesnő és színésznő.
Számos folyóirat címlapján megjelent, köztük az amerikai FHM felnőtt magazin borítóján is. 2006-ban egy FHM modellt alakított az Ezt kapd ki! című filmben. Első angol nyelvű kislemeze az If You Wanna Fly a Saint nor Sinner című albumról, amely 2010. január 23-án jelent meg.

## Diszkográfia

### Studióalbumok
- 2007: Vengo Con To'
- 2010: Saint Nor Sinner
- 2013: Mama Mia
- 2015 MAMA YO!
- 2015 No Boyfriend
- 2015 Party Crasher
- 2016 Outta Control

## Filmjei
- 2001: The Suitor
- 2006: Ezt kapd ki! (Pledge This!)